# Justicia nuriana
Justicia nuriana é uma espécie de planta endémica da região leste da Venezuela. Ela é conhecida e encontrada no Estado de Bolívar, Altiplanicie de Nuria.
Justicia nurianaé uma erva com até 1 metro de altura. As folhas têm até 22 cm de comprimento. As flores são agrupadas em espigas no final de ramos. A cápsula é em forma de ovo (incomum para o género), e tem até 13 mm de comprimento.